# Cantó de Tourteron
El cantó de Tourteron és un cantó francès del departament de les Ardenes, situat al districte de Vouziers. Té 10 municipis i el cap és Tourteron.

## Municipis
- Écordal
- Guincourt
- Jonval
- Lametz
- Marquigny
- Neuville-Day
- La Sabotterie
- Saint-Loup-Terrier
- Suzanne
- Tourteron

## Història
| Data d'elecció                           | Identitat             | Partit            | Qualitat |
| ---------------------------------------- | --------------------- | ----------------- | -------- |
| 1945-1957                                | Raymond Lefèvre       | PRL, després CNIP |          |
| 1957-1973                                | M. Misset             | RI                |          |
| 1973-1985                                | André Bégé            | Divers droite     |          |
| 1985-1998                                | Gilbert Ehrard-Bouvry | UDF               |          |
| 1998-                                    | Marc Laménie          | UDF, després UMP  |          |
| les dades anteriors no són pas conegudes |                       |                   |          |
|                                          |                       |                   |          |

## Demografia
| A partir de 1990: Població sense dobles comptes |